# Pteria sterna
Pteria sterna, callo de árbol, o concha nácar es una de las especies de ostras perleras que se encuentran en el Pacífico mexicano, desde Baja California hasta Perú. Es un bivalvo de la familia Pteriidae, del orden Pterioida, que posee una concha nacarada y es capaz de producir perlas de gran calidad.

## Distribución y Hábitat
El rango de distribución de la Pteria sterna incluye áreas tropicales y subtropicales de la costa del Pacífico occidental. Se ha documentado su distribución en el Golfo de California,  la costa pacífica de Panamá, y el Mar de Grau cubriendo toda la costa de Perú.
Se les encuentra en la naturaleza adheridas a corales de abanico, piedras, plantas acuáticas gracias a su biso, en clústers o agrupaciones de una densidad de hasta 88 m2 a una profundidad de 2.6 a 20 m (8.5 a 65.6 pies).

## Descripción
La concha de esta especie es asimétrica; es ligeramente ovalada y presenta una elongación en la base, dándole una apariencia de ala, característica del género Pteria. La longitud máxima registrada en adultos de P. sterna es de 120 mm, su longitud promedio siendo de 100mm y su altura promedio de 70-80 mm.
El exterior de la concha es café oscuro, con una apariencia escamosa, y con unas protuberancias picudas en el borde ventral, mientras que su interior posee una capa de nácar que le da a esta especie su característica iridiscencia y color. Se aprecian colores rosáceos, plateados, verdes y azules.

## Biología
P. sterna al igual que otros bivalvos, son organismos filtradores no selectivos, que se alimentan de microorganismos y materia orgánica en suspensión.
Esta especie es hermafrodita alterno, lo que significa que a lo largo de su vida su sexo se alterna, pasando de sexo indefinido a hembra o macho, regresando a indefinido, dependiendo de factores tanto hormonales como exógenos (temperatura, salinidad, disponibilidad de alimento).

### Ciclo Reproductivo
Esta especie no tiene un ciclo reproductivo estático. Dependiendo principalmente de su zona geográfica, y de la temperatura del agua, se pueden presentar varios desoves al año, favoreciendo los meses invernales cuando la temperatura del agua disminuye.
En parte esto se debe a que la ostra perlera posee una mayor energía para la maduración de gónadas y desove, que se traduce en mayor actividad reproductiva, cuando la temperatura del agua se encuentra en un rango por debajo de los 27.8 °C y por arriba de 14.2 °C (dependiendo de zona geográfica). 
Este consumo energético viene principalmente de proteínas, y en menor medida de lípidos, siendo los carbohidratos y otros metabolitos los menos utilizados para la gametogénesis (producción de gametos) y desove. 
Una vez completado el desove, las gónadas se reabsorben, como parte de su reciclaje de nutrientes y energía.
Las etapas de maduración de gónadas son:
1. Indefinido
2. En Desarrollo
3. Maduro
4. Desove
5. Post-desove

## Galería

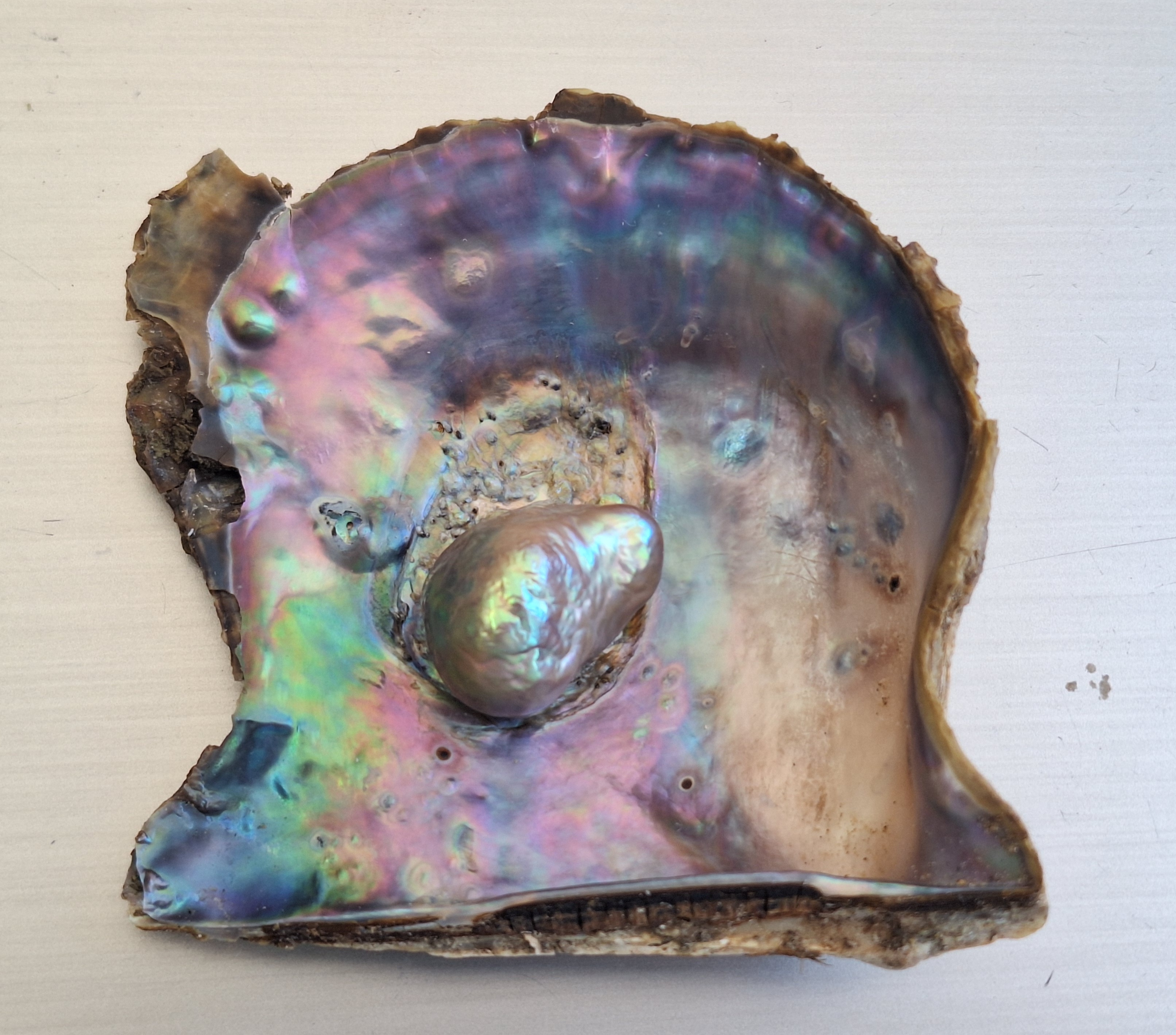
Vista cenital del interior de una concha de P.sterna con una media perla natural o "topo" de gran tamaño.
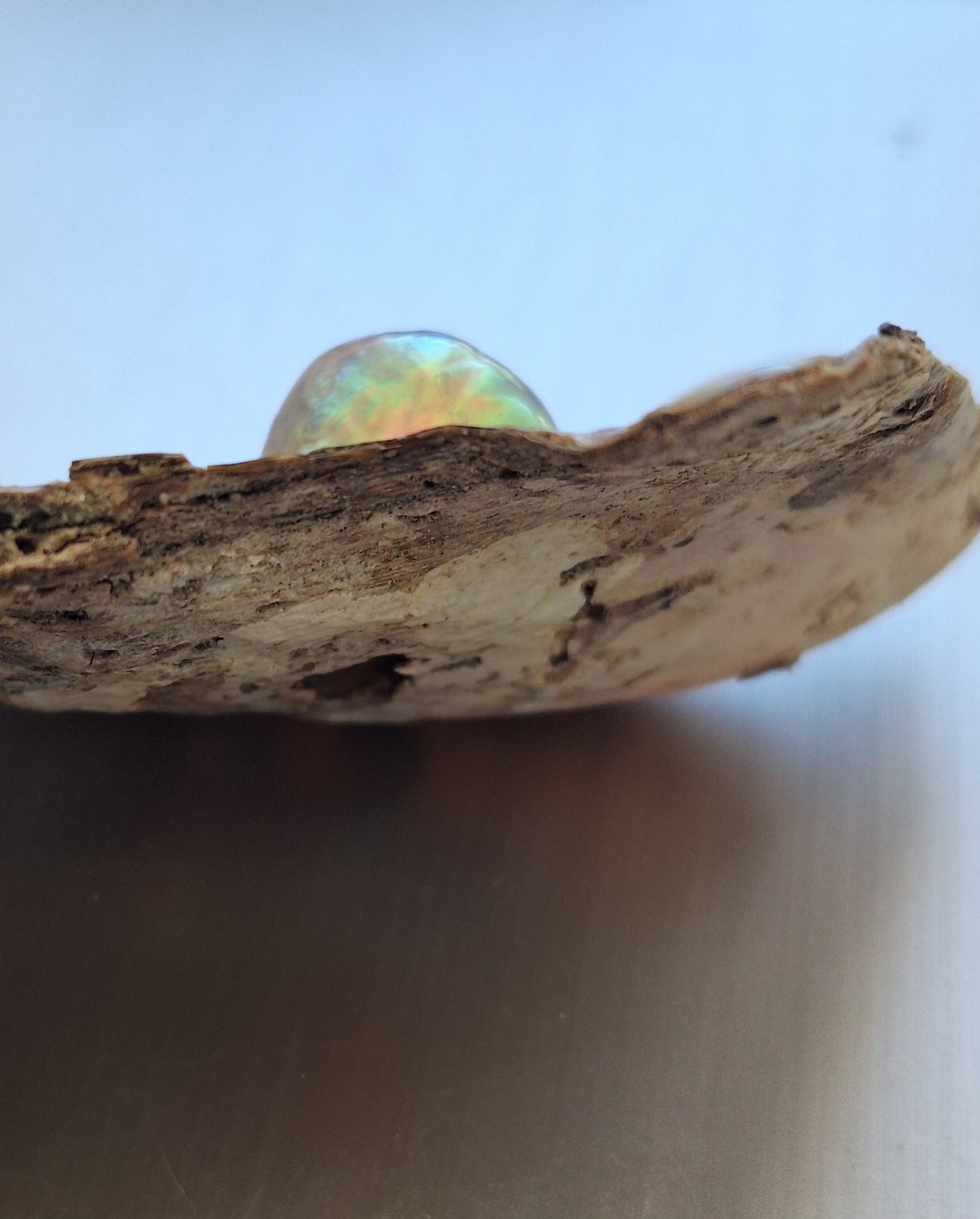
Media perla natural, también conocida como "topo" y el orificio de entrada del parásito causante.